# Spartak-Fortuna Czernihów
ŻFK Spartak-Fortuna Czernihów (ukr. ЖФК «Спартак-Фортуна» Чернігів) – ukraiński klub futsalu kobiet, mający siedzibę w mieście Czernihów w północnej części kraju, grający w latach 1998–2008 w rozgrywkach futsalowej Wyższej Ligi kobiet.

## Historia
Chronologia nazw:
- 1998: Fortuna-Czeksił Czernihów (ukr. «Фортуна-Чексіл» Чернігів)
- 2003: Spartak-Fortuna Czernihów (ukr. «Спартак-Фортуна» Чернігів) – po nawiązaniu współpracy z FST Spartak Czernihów
- 2007: Spartak-Fortuna-URI Czernihów (ukr. «Спартак-Фортуна-УРІ» Чернігів)

Klub futsalu Fortuna-Czeksił został założony w Czernihowie w 1998 roku i reprezentował miejscową Fabrykę czesankową i sukna. W sezonie 1998/99 drużyna futsalu zgłosiła się do rozgrywek futsalowej Wyższej Ligi kobiet, zajmując drugie miejsce. W następnym sezonie 2001/02 zespół znów zajął drugie miejsce w mistrzostwach. W kolejnych trzech sezonach ponownie został wicemistrzem. W 2003 roku po nawiązaniu współpracy z FST Spartak Czernihów nazwa klubu została zmieniona na Spartak-Fortuna Czernihów. W 2004 klub znów zdobył wicemistrzostwo, a w Pucharze Ukrainy dotarł do finału. Sezon 2007/08 zespół występował z nazwą Spartak-Fortuna-URI Czernihów (URI - Ukraińsko-Rosyjski Instytut, filia Politechniki Moskiewskiej).

## Barwy klubowe, strój, herb, hymn
|  |  |

Klub ma barwy biało-czerwone. Piłkarki domowe spotkania zazwyczaj grają w białych koszulkach, czerwonych spodenkach oraz białych getrach.

## Sukcesy

### Trofea międzynarodowe
Nie uczestniczył w rozgrywkach europejskich (stan na 31-05-2021).

### Trofea krajowe
| \| \| Zdobyte trofea w rozgrywkach Ukrainy (stan na: 31-05-2021) \| |                                                            |      |                                                                  |
| Rozgrywki                                                           | Osiągnięcie                                                | Razy | Sezon(y)                                                         |
| · Mistrzostwo                                                       | I miejsce                                                  | 0    |                                                                  |
| · Mistrzostwo                                                       | II miejsce                                                 | 0    |                                                                  |
| · Mistrzostwo                                                       | III miejsce                                                | 6    | 1998/1999, 1999/2000, 2000/2001, 2001/2002, 2002/2003, 2004/2004 |
| Puchar                                                              | zdobywca                                                   | 0    |                                                                  |
| Puchar                                                              | finalista                                                  | 1    | 2004                                                             |
| · Superpuchar                                                       | zdobywca                                                   | 0    |                                                                  |
| · Superpuchar                                                       | finalista                                                  | 0    |                                                                  |
| II liga                                                             | I miejsce                                                  | 0    |                                                                  |
| II liga                                                             | II miejsce                                                 | 0    |                                                                  |
| II liga                                                             | III miejsce                                                | 0    |                                                                  |
| Ukraina                                                             | Zdobyte trofea w rozgrywkach Ukrainy (stan na: 31-05-2021) |      |                                                                  |

## Poszczególne sezony

### Rozgrywki międzynarodowe

#### Europejskie puchary
Nie uczestniczył w rozgrywkach europejskich (stan na 31-05-2021).

### Rozgrywki krajowe
| \| \| Bilans występów klubu w rozgrywkach Ukrainy (Stan na 31 maja 2021 r.) \| |                                                                       |        |       |   |   |   |    |    |     |           |        |        |      |
| Poziom                                                                         | Rozgrywki                                                             | Sezony | Mecze | Z | R | P | B+ | B– | Pkt | Lata      | Awanse | Spadki | Naj. |
| I                                                                              | Wyszcza liha                                                          | 12     |       |   |   |   |    |    |     | 1998–2008 | 0      | 0      | 2    |
| II                                                                             | Persza liha                                                           | 0      |       |   |   |   |    |    |     |           | 0      | 0      |      |
|                                                                                | Puchar Ukrainy                                                        | ?      |       |   |   |   |    |    |     | 199?–200? | 0      | 0      | 2    |
| Ukraina                                                                        | Bilans występów klubu w rozgrywkach Ukrainy (Stan na 31 maja 2021 r.) |        |       |   |   |   |    |    |     |           |        |        |      |

## Struktura klubu

### Hala
Drużyna rozgrywa swoje mecze w Hali Tekstylnyk, znajdującej się przy ul. Iwana Mazepy 66 w Czernihowie.

### Inne sekcje
Klub oprócz głównej drużyny prowadzi drużynę młodzieżowe oraz dla dzieci, grające w turniejach miejskich.

### Derby
- Nika-Peduniwersytet Połtawa
- Biłyczanka Kociubynśke